# Přebor Plzeňského kraje 2007/2008
Přebor Plzeňského kraje (jedna ze skupin 5. fotbalové ligy) hrálo v sezóně 2007/2008 16 klubů. Vítězem a postupujícím se stalo mužstvo FK Tachov. Sestoupily poslední čtyři týmy TJ Baník Stříbro, TJ Sušice, TJ ZKZ Horní Bříza a TJ Klatovy „B“.

## Systém soutěže
Kluby se střetly v soutěži každý s každým dvoukolovým systémem podzim–jaro, hrály tedy 30 kol.

## Výsledná tabulka
| Poř. | Tým                    | Z  | V  | R  | P  | VG  | OG  | B  |
| ---- | ---------------------- | -- | -- | -- | -- | --- | --- | -- |
| 1.   | FK Tachov              | 30 | 24 | 6  | 0  | 104 | 22  | 78 |
| 2.   | FC Spartak Chrást      | 30 | 18 | 9  | 3  | 104 | 39  | 63 |
| 3.   | FK Holýšov             | 30 | 18 | 5  | 7  | 62  | 32  | 59 |
| 4.   | FC Rokycany            | 30 | 13 | 10 | 7  | 59  | 34  | 49 |
| 5.   | SK Rapid Plzeň         | 30 | 14 | 3  | 13 | 62  | 61  | 45 |
| 6.   | TJ Sokol Město Touškov | 30 | 13 | 6  | 11 | 50  | 54  | 45 |
| 7.   | SSC Bolevec (N)        | 30 | 12 | 6  | 12 | 50  | 60  | 42 |
| 8.   | TJ Sokol Manětín       | 30 | 12 | 5  | 13 | 85  | 72  | 41 |
| 9.   | SK ZČE Plzeň           | 30 | 12 | 4  | 14 | 51  | 47  | 40 |
| 10.  | TJ Baník Zbůch (N)     | 30 | 12 | 4  | 14 | 53  | 70  | 40 |
| 11.  | TJ Chanos Chanovice    | 30 | 10 | 9  | 11 | 57  | 51  | 39 |
| 12.  | TJ Přeštice            | 30 | 10 | 5  | 15 | 37  | 54  | 35 |
| 13.  | TJ Baník Stříbro (N)   | 30 | 10 | 2  | 18 | 55  | 90  | 32 |
| 14.  | TJ Sušice              | 30 | 7  | 8  | 15 | 43  | 71  | 29 |
| 15.  | TJ ZKZ Horní Bříza     | 30 | 7  | 7  | 16 | 40  | 76  | 28 |
| 16.  | TJ Klatovy „B“         | 30 | 1  | 5  | 24 | 26  | 105 | 8  |

Poznámky:
- Z = Odehrané zápasy; V = Vítězství; R = Remízy; P = Prohry; VG = Vstřelené góly; OG = Obdržené góly; B = Body; (S) = Mužstvo sestoupivší z vyšší soutěže; (N) = Mužstvo postoupivší z nižší soutěže (nováček)

|  | Postup do Divize A 2008/2009                    |
|  | Sestup do I. A třídy Plzeňského kraje 2008/2009 |